# Samtgemeinde Hemmoor
Die Samtgemeinde Hemmoor ist eine Samtgemeinde  im Landkreis Cuxhaven im Norden von Niedersachsen. Sie wurde am 1. August 1972 im Zuge der niedersächsischen Verwaltungsreform gebildet. Der Sitz der Verwaltung der Samtgemeinde ist Hemmoor.

## Geografie
Samtgemeindegliederung
Die Samtgemeinde besteht aus der Stadt Hemmoor und den Gemeinden Hechthausen und Osten.

## Geschichte
Einwohnerentwicklung
| Jahr | Einwohner |
| ---- | --------- |
| 1987 | 12.926    |
| 1992 | 13.218    |
| 1997 | 13.985    |
| 2002 | 14.388    |
| 2007 | 14.189    |
| 2008 | 14.201    |
| 2009 | 14.137    |
| 2010 | 14.080    |
| 2011 | 14.056    |
| 2013 | 13.997    |
| 2021 | 14.051    |

(jeweils zum 31. Dezember)
|  |

## Politik

### Samtgemeinderat
Der Samtgemeinderat der Samtgemeinde Hemmoor besteht aus 30 Ratsmitgliedern. Die festgelegte Anzahl für eine Gemeinde mit einer Einwohnerzahl zwischen 12.001 und 15.000 beträgt normalerweise 30 Ratsmitglieder. Die Ratsmitglieder werden durch eine Kommunalwahl für jeweils fünf Jahre gewählt. Die aktuelle Amtszeit begann am 1. November 2021 und endet am 31. Oktober 2026.
Stimmberechtigt im Rat der Samtgemeinde ist außerdem der hauptamtliche Samtgemeindebürgermeister.
Die letzte Kommunalwahl 2021 ergab das folgende Ergebnis:
| Partei               | Anteilige Stimmen | Anzahl Sitze |
| -------------------- | ----------------- | ------------ |
| SPD                  | 40,35 %           | 12           |
| CDU                  | 33,83 %           | 10           |
| GRÜNE                | 6,05 %            | 2            |
| Bürgerforum Hemmoor  | 5,16 %            | 2            |
| Einzelbewerber Kleen | 3,87 %            | 1            |
| AfD                  | 3,67 %            | 1            |
| Wir für Euch         | 2,57 %            | 1            |
| Linke                | 1,27 %            | 1            |

Die Wahlbeteiligung bei der Kommunalwahl 2021 lag bei 57,65 %

### Samtgemeindebürgermeister
Hauptamtlicher Samtgemeindebürgermeister der Samtgemeinde Hemmoor ist Jan Tiedemann (SPD). Bei der letzten Bürgermeisterwahl  wurde er am 26. September 2021 in der Stichwahl mit 56,6 % der Stimmen gewählt. Seine Gegenkandidatin Birte Zöllner erhielt 43,4 %. Die Wahlbeteiligung lag bei 63,1 %. Tiedemann trat seine weitere Amtszeit am 1. November 2021 an.

### Wappen
| Wappen von Samtgemeinde Hemmoor | Blasonierung: „Geviert; 1 in Rot ein silberner Wellenbalken über einer silbernen Waage; 2 in Silber ein schwarzer Kesselhaken; 3 in Silber ein halber roter Adler; 4 in Blau drei silberne Rauten (2 : 1).“ |
| Wappen von Samtgemeinde Hemmoor | Wappenbegründung: Der silberne Wellenbalken symbolisiert die Oste als beherrschende Wasserstraße, die Waage Kaufmanns- und Handelsgeist sowie Gerechtigkeitssinn; der Kesselhaken zeigt die ursprüngliche bäuerliche Besiedlung an. Der halbe rote Adler weist auf richtungsweisende Entscheidungen hin; die drei Rauten symbolisieren die drei Mitgliedsgemeinden Hemmoor, Hechthausen und Osten. |

## Personen, die mit der Samtgemeinde in Verbindung stehen
- Peter Rühmkorf (1929–2008), Lyriker, Essayist und Pamphletist, er wuchs in Warstade auf
- Thees Uhlmann (* 16. April 1974 in Hemmoor), Sänger, Musiker und Hörbuch-Interpret
- Dorothea Brandt (* 5. März 1984 in Bremervörde), ehemalige deutsche Schwimmerin, aufgewachsen in Hemmoor

## Sonstiges
Zur Samtgemeinde gehören folgende Angelgewässer:
- Oste mit Aal, Aland, Barsch, Forelle, Lachs, Meeresforelle, Weißfisch und Zander
- Heidestrandbad mit Aal, Barsch, Forelle, Hecht, Karpfen, Meeresforelle, Rotauge, Quappe, Weißfisch und Zander
- Ziegelkampsee mit Aal, Barsch, Forelle, Hecht, Karpfen, Meeresforelle, Rotauge, Quappe, Weißfisch und Zander
- Kreidesee mit Saibling, Lachs, Seeforelle, Lachsforelle